# Сканирующая туннельная спектроскопия
Сканирующая туннельная спектроскопия (сокр., СТС,	англ. scanning tunneling spectroscopy, сокр., STS) — совокупность методов сканирующей туннельной микроскопии, позволяющих получать информацию о локальной электронной структуре исследуемой поверхности путём варьирования напряжения между иглой и образцом.

## Описание
Поскольку туннельный ток определяется интегрированием по всем электронным состояниям в интервале энергий, определяемом напряжением V (от нуля до eV), то, варьируя величину V, можно получить информацию о локальной плотности состояний как функции энергии. Наиболее распространенный метод получения этих данных — измерение зависимости туннельного тока I от напряжения V в каждой точке скана при постоянном расстоянии от иглы до образца. Это позволяет либо рассчитать, либо определить прямо, используя аппаратное дифференцирование, зависимость от напряжения так называемой логарифмической производной (dI/dV)/(I/V), что близко соответствует энергетическому спектру плотности электронных состояний образца. Таким образом, в частности, можно получить пространственное распределение плотности состояний при данной энергии.
СТС дает возможность зондировать локальные электронные свойства заранее выбранной и сколь угодно малой, вплоть до одного атома, области на поверхности, что позволяет различать атомы разной химической природы. В общем случае спектроскопическая информация весьма полезна при рассмотрении таких вопросов, как ширина запрещённой зоны (см. статью зонная теория), искривление зон у поверхности, природа химических связей.